# ژیوکووو
ژیوکووو (به صربی: Živkovo) یک منطقهٔ مسکونی در صربستان است که در لسکواس واقع شده‌است. ژیوکووو ۶۶۹ نفر جمعیت دارد.